# 第二次コリンスの戦い
第二次コリンスの戦い（だいにじコリンスのたたかい、英:Second Battle of Corinth、単に「コリンスの戦い」と呼ばれるのが通常だが、同じ年早くに起こったコリンスの包囲戦と区別するために第二次をつける）は、南北戦争初期の1862年10月3日と10月4日に、ミシシッピ州コリンスで行われた戦いである。イウカ・コリンス方面作戦の2番目の戦闘であり、北軍ウィリアム・ローズクランズ少将が、この時は南軍アール・ヴァン・ドーン少将を破った。

## 背景
南軍の将軍ブラクストン・ブラッグが1862年9月にテネシー州から北のケンタッキー州に入ったので、北軍のドン・カルロス・ビューエル少将はそのオハイオ軍を率いてテネシー州ナッシュビルから追跡を始めた。南軍はビューエル軍がグラント少将のテネシー軍で補強されるのを防ぐ必要があった。その年の夏、コリンスの包囲戦以降、グラント軍はテネシー州西部とミシシッピ州北部で供給線を守っていた。9月19日のイウカの戦いでは、スターリング・プライス少将の西部軍がグラントが全体指揮を執る北軍、戦術的にはローズクランズが指揮を執ったミシシッピ軍に敗れた。プライスはその小規模軍をアール・ヴァン・ドーン少将のテネシー軍と融合させグラントの通信線を妨害しようと望んだが、グラントとローズクランズが先手を打ち、プライスをイウカから撤退させた。
イウカの後で、グラントはその作戦本部を統括するコリンスとメンフィスを連絡する中間であるテネシー州ジャクソンに置いた。ローズクランズはコリンスに戻った。エドワード・オード少将はその指揮するテネシー軍3個師団が偶々イウカの戦いに参戦できなかったが、コリンスの北西にあるボリバーに移動し、スティーブン・A・ハールバット少将の部隊と合流した。かくしてグラント軍はボリバーに12,000名、コリンスにローズクランズの23,000名、メンフィスにウィリアム・シャーマンの7,000名およびジャクソンに全体の予備軍として6,000名が直ぐ近い範囲に配置された。

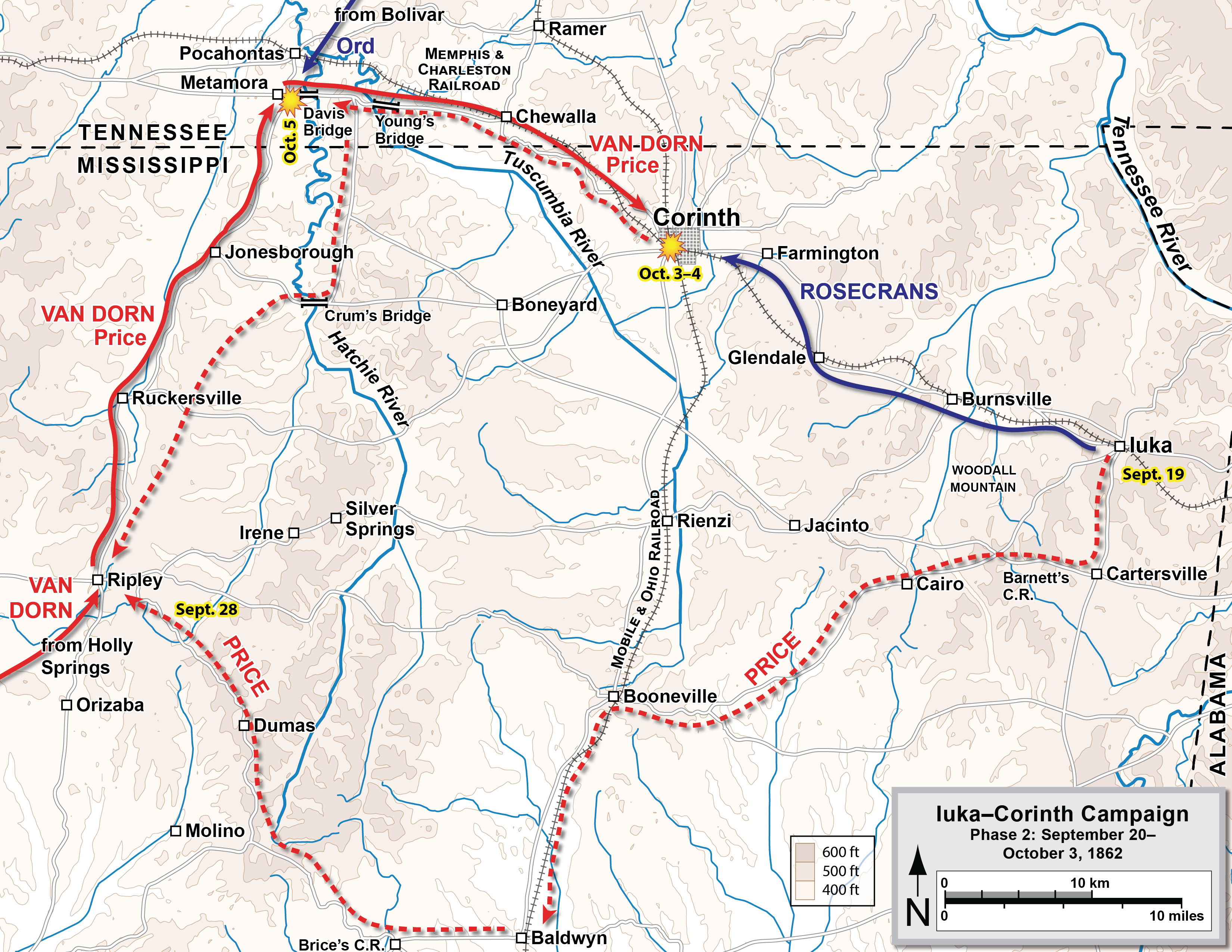
イウカ・コリンス方面作戦の第2段階

プライス軍はリプリーに行軍して9月28日にヴァン・ドーン軍と合流した。ヴァン・ドーンが上級士官だったので合流軍約22,000名の指揮を執った。この軍隊はメンフィス・アンド・チャールストン鉄道を使って10月1日にテネシー州ポカホンタスに移動した。この地点からは多くの行動選択肢があり、グラントはその意図が掴めなかった。ヴァン・ドーンが10月2日にチェワラで野営したことで、グラントはその目標がコリンスにあることを確信するようになった。南軍は予期せぬ方向からコリンスを奪取し、ローズクランズ軍を援軍の無い孤立した状態にし、続いて中部テネシー州を席捲することを期待していた。グラントはローズクランズに攻撃に備えるよう伝言を送り、同時にハールバットには敵の動きに気を付け、都合の良い機会があれば側面を衝くよう指示した。しかし、ローズクランズは既に準備を終えていた。
コリンスの北と東の側面には町から約2マイル (3 km)に塹壕線があり、北西のチェワラ道路から南のモービル・アンド・オハイオ鉄道まで伸びていて、これは5月に町を明け渡す前に南軍のP・G・T・ボーリガード将軍が築かせたものだった。これらの塹壕線はローズクランズの23,000名で守るにはあまりにも広がりすぎていたので、グラントの承認を得て、町や2つの鉄道線の結節点近くにある弾薬庫を守ることに主眼を置いた防衛線に修正した。砦の内側の防衛線は町により近く、ハレック線と呼ばれ、実情に近いものになった。多くの恐ろしい名前をつけた砲台、強固な土盛り防壁上に配置された大砲が内側防衛線の一部だった。ロビネット、ウィリアムズ、フィリップス、タンラスおよびロスロップの各砲台がカレッジヒルと呼ばれる地域にあった。これらは胸壁で繋がれ、9月の最後の4日間で強化され、ロビネット砲台を中心として近くの樹木が倒され逆茂木を造っていた。ローズクランズの作戦は古い南軍の塹壕線で予想される南軍の前進を散兵戦で凌ぎ、続いて町の中心からは約1マイル (1.6 km)にあるハレック線で南軍の主力と北軍の主力が対戦するというものだった。ローズクランズの最後の抵抗点はカレッジヒルの砲台周辺ということになっていた。ローズクランズの兵士達は3日分の食糧と銃弾100発を与えられた。ヴァン・ドーンは、テネシー軍から援軍2個師団を手堅く呼びつけた敵の勢力に気付いておらず、この備えを施した陣地に攻撃する難しさに付いても分かっていなかった。

## 対戦した戦力
南軍ヴァン・ドーンの合流テネシー軍は次のような構成だった。
- プライス軍団、西部軍とも呼ばれる、
  - ルイ・ヘーベル准将師団、マーティン・E・グリーン准将と、イライジャ・ゲイツ、W・ブルース・コルバートおよびジョン・D・マーティン各大佐の旅団
  - ダブニー・H・モーリー准将師団、ジョン・C・ムーアとウィリアム・L・キャベル各准将およびチャールズ・W・ファイファー大佐の旅団
- ミシシッピ地区軍第1師団、マンスフィールド・ラベル少将指揮、アルバート・ラスト、ジョン・B・ビルピグー、ジョン・S・ボーランド各准将の旅団、およびウィリアム・H・ジャクソン大佐の騎兵旅団とセント・L・デュピール少佐のルイジアナ・ズアーブ大隊

ローズクランズのミシシッピ軍は次のような構成だった。
- デイビッド・S・スタンリー准将の師団、ジョン・W・フラーとジョセフ・A・モウアー各大佐の旅団
- チャールズ・S・ハミルトン准将の師団、ナポレオン・B・ビュフォードとジェレマイア・S・サリバン各准将の旅団
- ジョン・K・マイズナー大佐の騎兵師団、エドワード・ハッチとアルバート・L・リー各大佐の旅団
- テネシー軍から借りた1個師団、トマス・A・デイビーズ准将指揮、プレザント・A・ハックルマンとリチャード・J・オグルスビー各准将およびサイラス・D・ボールドウィン大佐の旅団
- 借用した第2師団、トマス・J・マッキーン准将指揮、ジョン・マッカーサー准将およびジョン・M・オリバーとマーセラス・M・クロッカー各大佐の旅団

## 戦闘

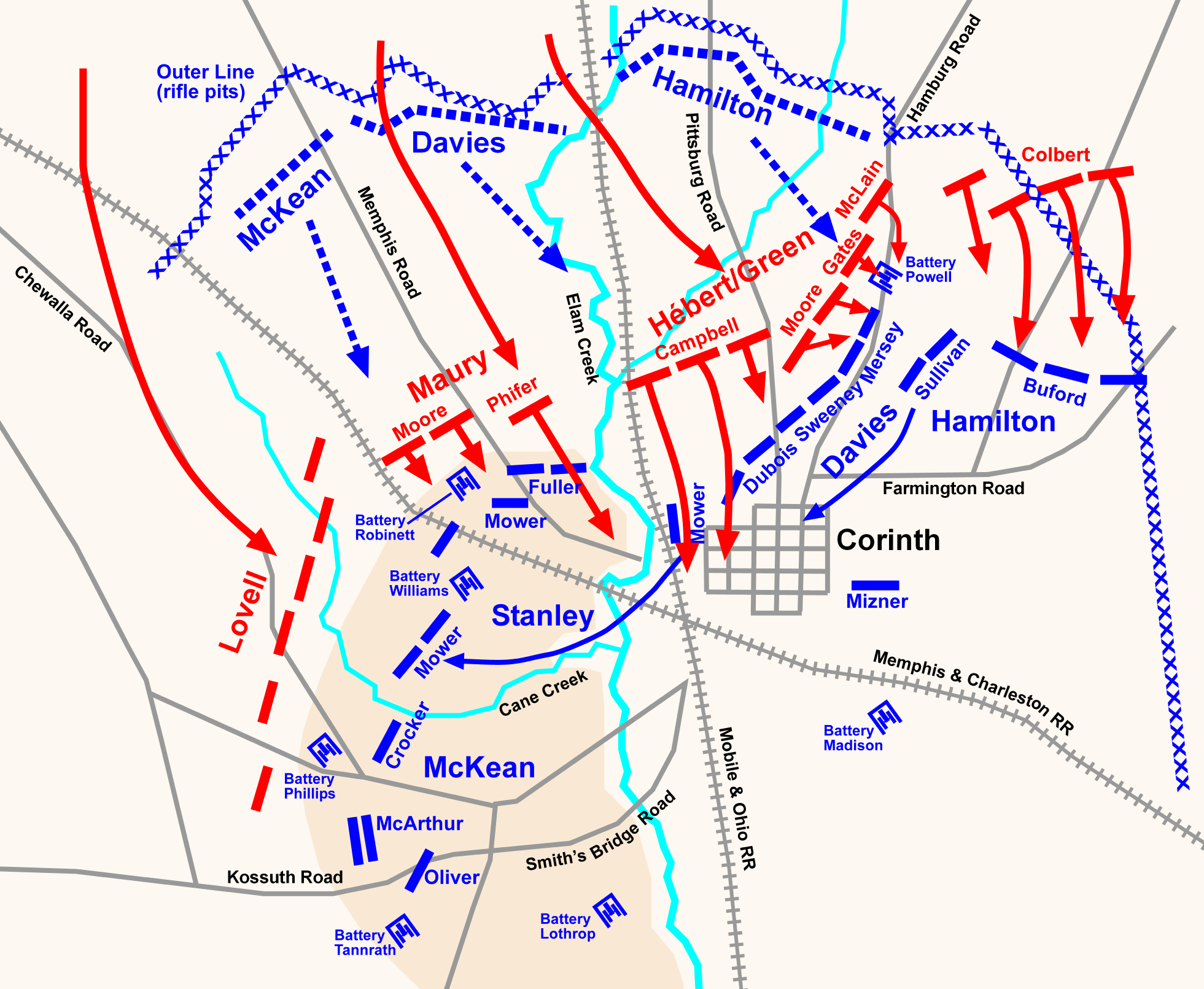
第二次コリンスの戦いマップ

### 10月3日
10月3日の朝、ローズクランズの3個師団が町の北と北西にある古い南軍の射撃壕に前進した。マッキーンが左翼、デイビーズが中央、ハミルトンが右翼だった。スタンリーの師団は町の南に予備隊として残された。ヴァン・ドーン軍の攻撃は午前10時にラベルの師団がマッカーサーの旅団（左翼のマッキーン師団）を三方から攻撃することで始まった。ヴァン・ドーンの作戦は両翼包囲であり、ローズクランズがマッキーン師団を補強するためにその右翼が弱くなることを期待して、ラベルが先ず戦端を開き、この時にプライスが北軍右翼に主力攻撃を掛けて土塁の中に入るというものだった。ラベルはオリバー旅団に決死の攻撃を掛け、その戦闘が始まるやいなや、モーリー師団がデイビーズ師団の左翼と戦端を開いた。マッカーサーは素早くオリバーの支援に4個連隊を動かし、同時にデイビーズがその前線を塹壕まで進めた。これらの動きでデイビーズとマッキーンの間に隙間ができて、そこを午後1時半頃南軍が突破したので、北軍全軍の前線は砦から半マイル以内の線まで退いて、大砲2門が南軍の手に落ちた。
この行動の中でハックルマン将軍が戦死し、オグルスビー将軍（後のイリノイ州知事）は肺を撃たれて重傷となった。午後3時頃、ハミルトンは前線を変えて南軍の左翼を攻撃するよう命令されたが、命令の誤解とビュフォード旅団前面の遮蔽を取るために多くの時間が失われて、師団が移動のための配置に就く前に日没となり、作戦は中止された。ヴァン・ドーンはその報告書で「日照がもう1時間あれば、失われたが不名誉ではない戦場に眠る勇敢な死者の損失に対して勝利が我々の悲しみを和らげたことだろう」と記した。しかし日照がもう1時間あれば、ハミルトンのまだ戦っていなかった旅団が南軍の左翼と後方に取り掛かって、ヴァン・ドーン軍を戦場から駆逐し2日目の戦いを不要にした可能性が強い。
ここまでは南軍が優勢だった。ローズクランズは全面的に後退させられ、夜のお陰で砦の内側の哨戒線を除き全軍が安泰となった。両軍共に戦闘で消耗していた。気温が最高で 94°F(34℃) と高く、水が足らず、多くの兵士は疲れから気絶しそうになった。夜の間、南軍兵は北軍の土塁から600ヤード (540 m)以内で眠り、ヴァン・ドーンは翌日の攻撃に備えてその前線を修正した。彼は両翼包囲という世慣れた作戦を放棄した。歴史家のシェルビー・フットは「彼の血が滾った。彼が狙ったのはローズクランズであり、最も厳しく想像できる最も直截な方法でローズクランズを追った。今日なら彼は前日に始まった破壊を完成するために偽装に頼らず、その大砲を狙いを定めて急速に撃ち出し、その歩兵のむき出しの勇敢さに頼ることだろう。」と書いた。

### 10月4日
10月4日午前4時半、南軍は6門の大砲で北軍内側の塹壕線に対する攻撃を始め、それは日の出後まで続いた。大砲がおとなしくなった時、北軍は攻撃に抵抗する準備をした。しかし攻撃はなかなか来なかった。ヴァン・ドーンは日照が訪れると共にヘーベルに攻撃を始めるよう指示しており、砲撃は単にヘーベル隊を攻撃位置に就かせるための前哨戦だった。
午前7時、ヘーベルはヴァン・ドーンに病気が重くその師団を指揮できないと伝え、マーティン・E・グリーン准将が指揮を引き継いで即座に前進を始めた。グリーンが4個旅団を梯形編成にして攻撃のために動き出し、町の北にある森の中の陣地に就くまでに2時間近くが失われた。そこで南に向かった戦列を形成し、ゲイツとマクレイン（マーティンの後任）の旅団がパウェル砲台に攻撃を掛け、一方ムーア（グリーンの後任）とコルバートの旅団がハミルトンの前線を攻撃した。砲台への攻撃は成功し大砲を捕獲してイリノイとアイオワから来た部隊を蹴散らした。ハミルトンはその陣地で攻撃を撃退し、その支配下の一部の部隊をデイビーズの応援に回し、デイビーズはその部隊を鼓舞して南軍を砲台から追い出して大砲を奪い返した。モーリーはこの前に何度か戦っていた。モーリーがその左手で大砲の音を聞くと直ぐに、デイビーズとハミルトンが多忙なままであり自隊の動きを阻止できないと分かり、その師団に町へ真っ直ぐ突き進むよう命令した。その右翼は午前11時頃に5フィート (1.5 m)の溝に守られ3門の大砲を据えた凸角堡、ロビネット砲台から頑強な抵抗にあった。そこでは激しい白兵戦が続き、この2日間の戦いの中でも最高の激戦と言われる戦いで大きな損失を出して撤退を強いられた。ジェファーソン・デイヴィス大統領の米墨戦争での戦友である第2テキサス連隊のウィリアム・P・ロジャーズ大佐がこの攻撃で戦死した者の中に入っていた。ローレンス・サリバン・ロスは誤報でロジャーズと共に殺されたことになっていた。
左翼のファイファー旅団はうまく侵攻できてデイビーズの左翼を後退させ町の中に入った。しかしその勝利もつかの間であり、ハミルトンの左翼に予備隊として置かれていたサリバン旅団の一部がファイファー旅団に突撃を掛け、ファイファー隊は狭い通りで混乱に陥り、さらに北軍両翼にある砲台の射程に入ってしまい、十字砲火を浴びて壊走した。モーリー師団のキャベル旅団がパウェエル砲台を占領した部隊の支援に送られたが、到着する前にデイビーズとハミルトンが奪い返しており、キャベル隊が前進すると殺人的な砲火に曝されて撤退することになった。
一方ラベル師団は全軍前進の準備のために、フィリップス砲台近くで北軍左翼と小競り合いを演じていた。その配置が完了する前に、1個旅団をモーリーの支援に送るよう命令され、その後間もなく全軍の撤退を支援する配置に就くよう命令を受けた。午後4時、ジェイムズ・マクファーソン准将の指揮するグラント軍からの援軍がジャクソンから到着した。しかしコリンスの戦いは午後1時以降実質的に終わっており、南軍は全軍退却していた。

## 戦闘の後
ローズクランズ軍の損失は戦死355名、負傷1,841名、捕虜または不明324名だった。ヴァン・ドーン軍の損失は戦死473名、負傷1,997名、捕虜または不明1,763名だった。
ローズクランズの戦闘直後の行動は精彩を欠いていた。グラントは遅滞無くヴァン・ドーン軍を追撃する具体的命令を与えたが、ローズクランズはその兵士達が休養を必要とし、藪の多い地形のために昼間は進軍が困難で夜は不可能になると言い訳し、進軍を始めたのは10月5日の朝だった。10月4日の午後1時であれば、追撃は効果的だったろうが、ローズクランズは馬で前線を回り、彼が殺されたという噂を自ら否定していた。ロビネット砲台では馬から降りて頭をむき出しにし、兵士達に向かって「私は勇敢な兵士達の前に立っている。貴方達には脱帽する。」と告げた。
グラントは嫌悪感を持って、「戦闘のその日に兵士達が身につけていた者を除いて他に何も無くても2,3時間追撃しておれば、翌朝始められた追撃で得られたものに比べて遥かに価値あるものになったことだろう。」と書いた。ローズクランズはコリンスに戻って自分が北部の新聞で英雄になっていることを見出した。間もなくシンシナティに呼び出され、ドン・カルロス・ビューエルに代わってオハイオ軍（カンバーランド軍と改名される）の指揮を任された。ビューエルはペリービルの戦いの後で同じように撤退する南軍の追撃に失敗していた。
ヴァン・ドーン軍は手痛い目に遭ったが完全に逃げ遂せ、10月5日のハッチー橋の戦いでもグラントから派遣された北軍の攻撃をうまく回避し、ミシシッピ州ホリースプリングスに向かった。ヴァン・ドーンは2日目の攻撃を時間通りに始めなかったヘーベルに敗北の責任を着せたが、それでも戦闘後直ぐにジョン・C・ペンバートン少将に指揮官職を交代させられた。コリンスでの無意味な損失に対しては南部中で憤りの叫びが広がった。ヴァン・ドーンはコリンスで執務中に酔っ払っていたということ、および撤退中に負傷兵を無視したという告発に答えるために調査委員会を請求した。委員会は全会一致であらゆる非難に対する無罪を宣言した。